# 1965年法國總統選舉
1965年法國總統選舉舉行於同年12月5日和19日，是法蘭西第五共和國的第一次總統直選，也是1848年法蘭西第二共和國之後的第一次總統直選。選前輿論普遍認為時任總統夏爾·戴高樂將連任。雖然戴高樂的確實現連任，但他的左派對手法蘭索瓦·密特朗取得了比預想更高的得票率。